# Церква Успіння Пресвятої Богородиці (Надрічне)
Церква Успіння Пресвятої Богородиці в Надрічному — парафія і храм греко-католицької громади Зарваницького деканату Тернопільсько-Зборівської архієпархії Української греко-католицької церкви в селі Надрічне Тернопільського району Тернопільської области.

## Історія церкви
На ініціативу місцевих жителів, серед яких були Марія Бакусевич, Ольга Жукевич, Богдан Стельмах, Євген Фаріон та інші, у 1994 році була утворена парафія. 26 травня 1997 року заклали наріжний камінь під будівництво храму Успіння Пресвятої Богородиці. Архітектором став М. Ковальчук, а над іконостасом працювали Володимир і Люба Гефко разом із різьбярами Іваном Галушкою та Анатолієм Цюприком. Основними жертводавцями були жителі села Надрічне, зокрема родини Ігоря Жукевича, Євгена Фаріона, Ярослава Вуєчка, Івана Цюприка та багато інших.
З 1994 року парафія належить до УГКЦ. Храм освятив владика Василій Семенюк у червні 2008 року. Він також здійснив єпископську візитацію парафії 18 лютого 2013 року.
При парафії діють Марійська і Вівтарна дружини та братство Матері Божої Неустанної Помочі.

## Парохи
- о. Роман Каденюк (з 1994).